# Trener (koszykówka)
Ten artykuł opisuje zagadnienie koszykarskie zgodne z normami FIBA.
Zasady w ligach NBA, NCAA lub innych mogą różnić się od tutaj przedstawionych.

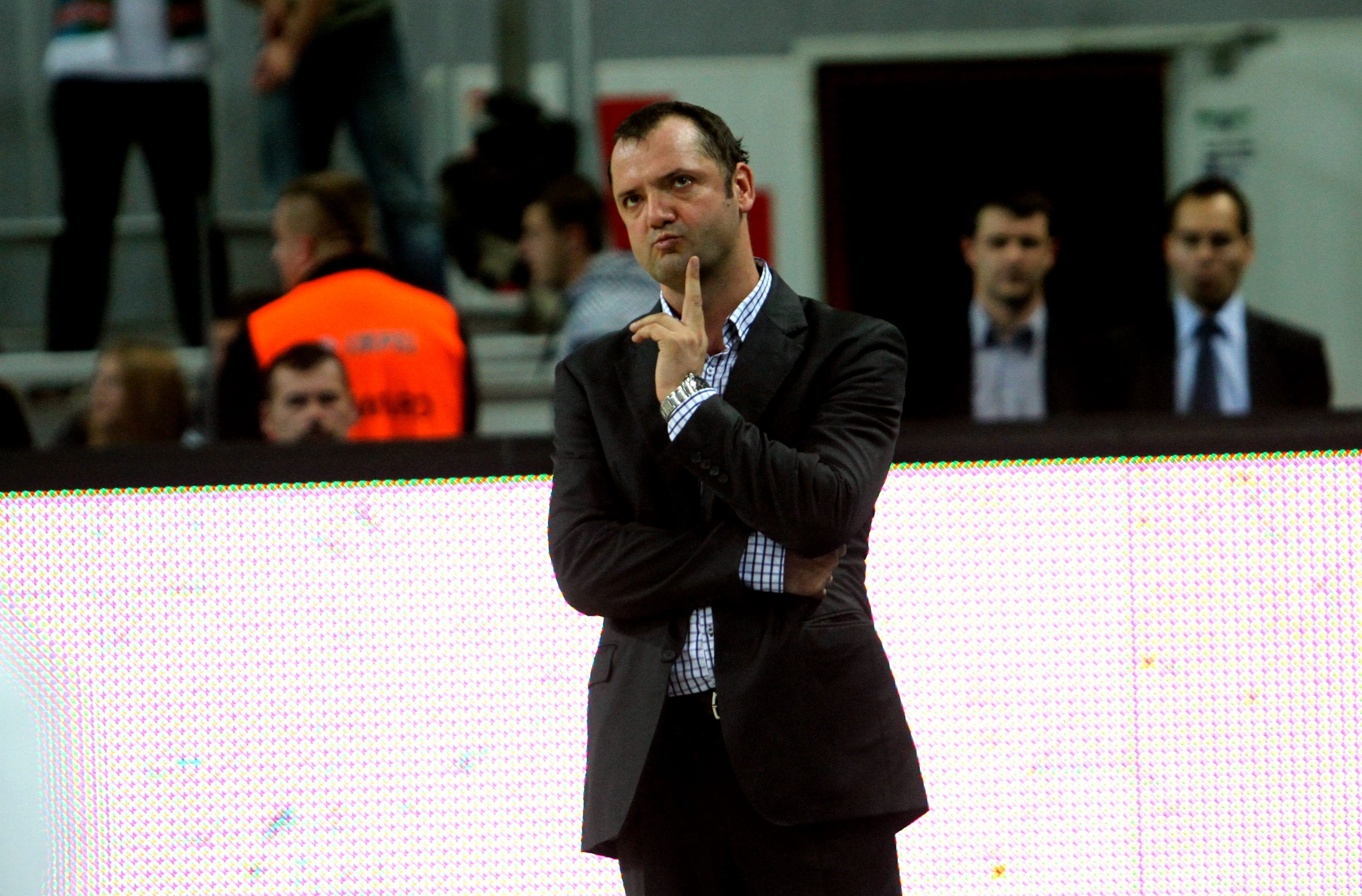
Milija Bogicević - trener Anwil Włocławek

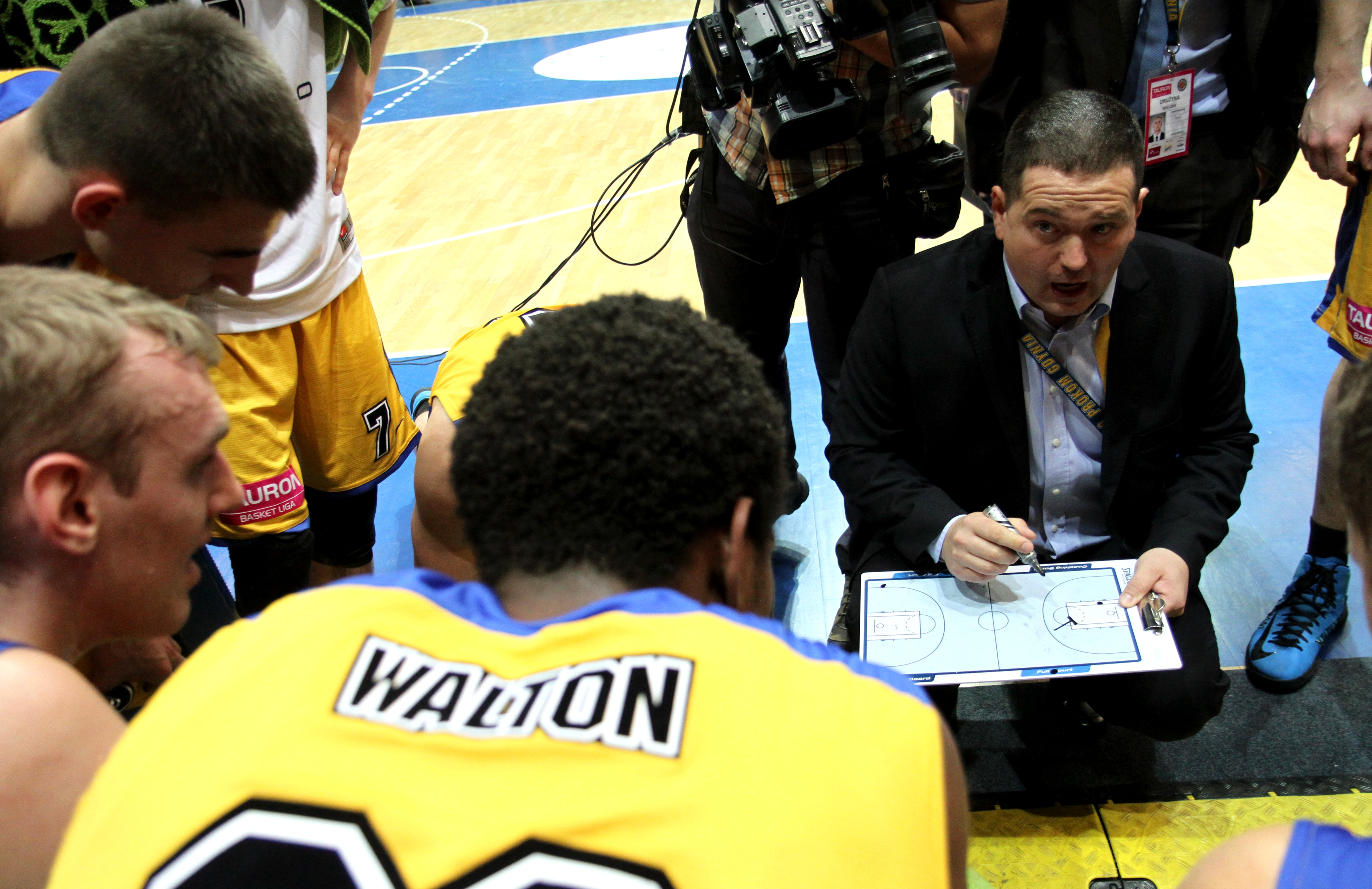
David Dedek - trener Asseco Gdynia

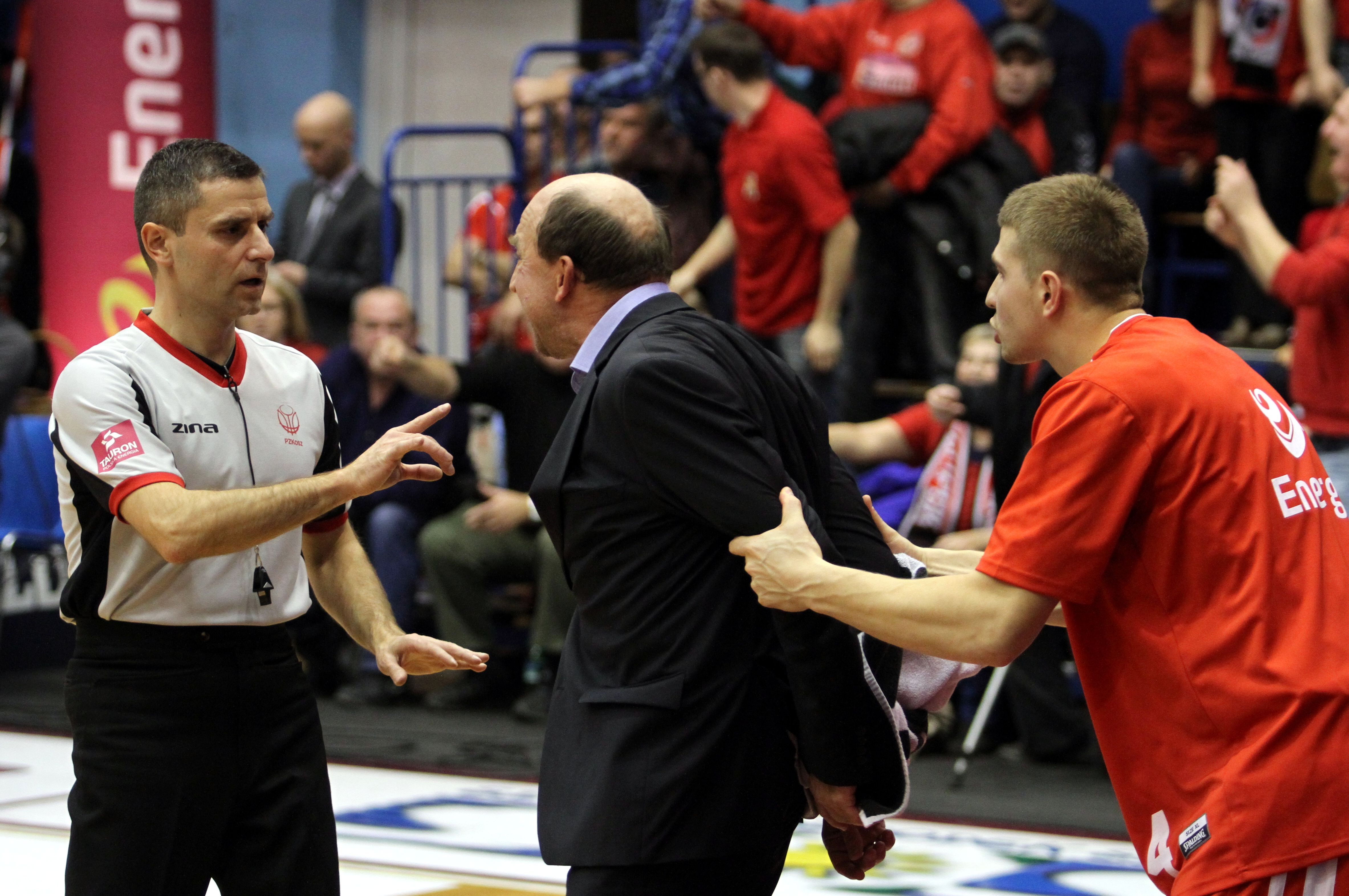
Andrej Urlep - trener Energa Czarni Słupsk

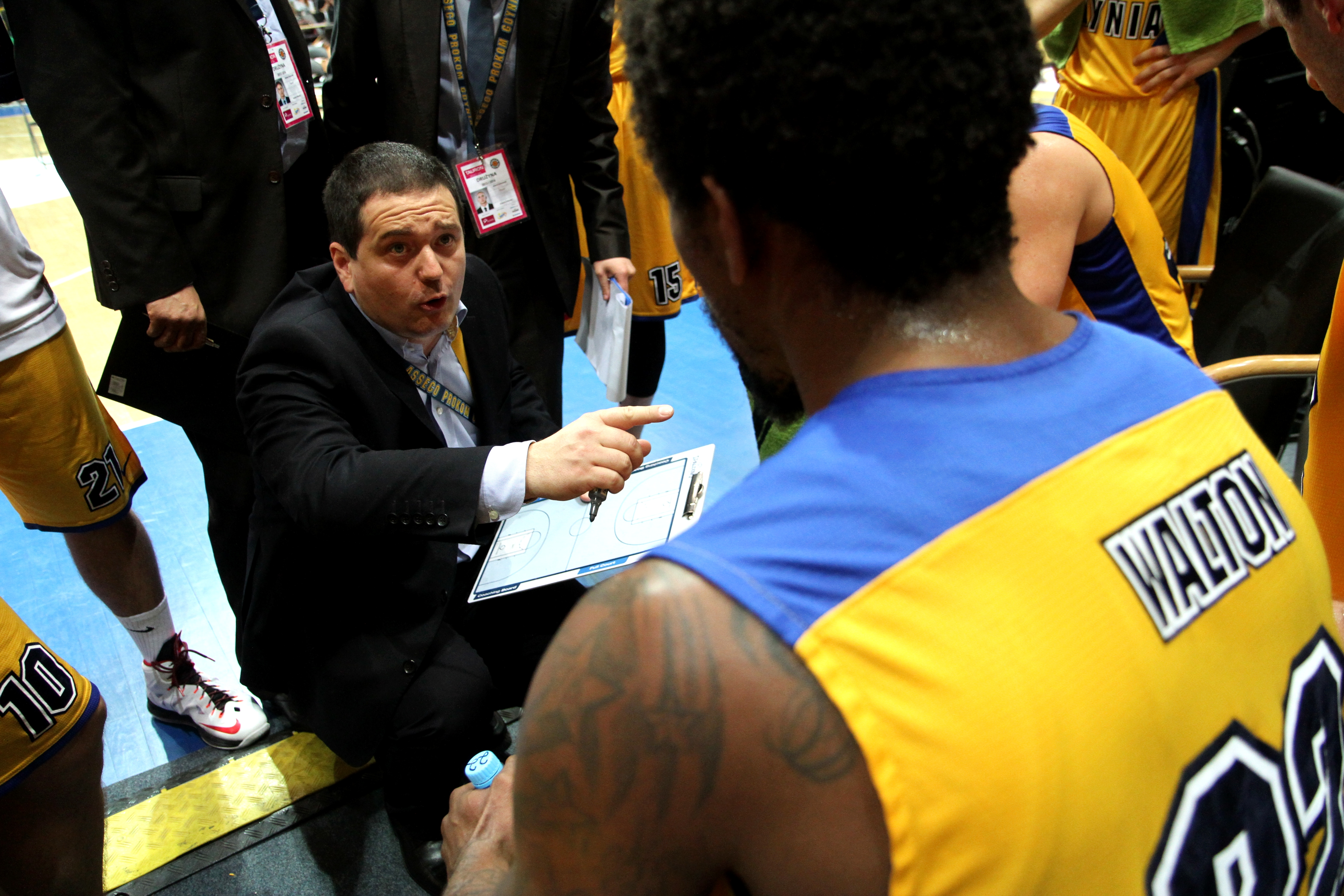
David Dedek - trener Asseco Gdynia

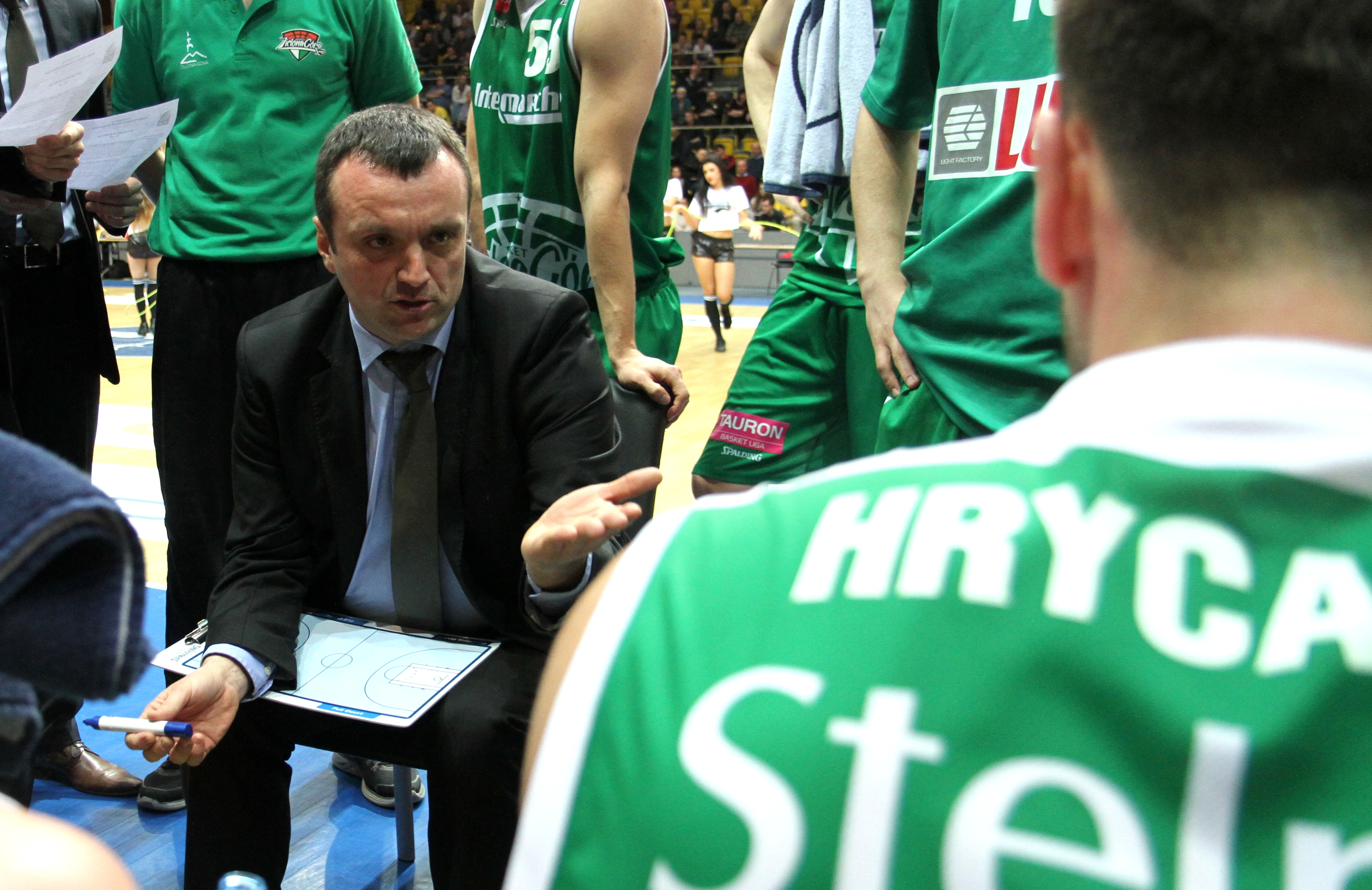
Mihailo Uvalin - trener Stelmet Zielona Góra

Trener – osoba wchodząca w skład drużyny koszykarskiej, pełniąca podczas meczu specyficzne funkcje.

## Kontakt z sędziami stolikowymi
Trener tudzież asystent trenera mogą podczas meczu podejść do stolika sędziowskiego w celu uzyskania informacji dotyczących statystyk, ale tylko wtedy, gdy piłka jest martwa, a zegar czasu gry jest zatrzymany.

## Stanie podczas meczu
Zarówno trener jak i asystent trenera może pozostawać w pozycji stojącej podczas meczu. Jednak nie wolno im robić tego równocześnie. Mogą zwracać się do zawodników podczas meczu pod warunkiem, że pozostaje w strefie ławki swojej drużyny. Trener może kulturalnie zwracać się do sędziów, o ile nie przeszkadza to w grze. Asystent trenera nie powinien zwracać się do sędziów.

## Obowiązki przed meczem
Minimum 20 minut przed wyznaczoną godziną rozpoczęcia meczu trener lub jego reprezentant powinien przekazać sekretarzowi listę nazwisk i numerów członków drużyny, którzy wezmą udział w meczu oraz nazwiska kapitana, trenera i ewentualnie asystenta trenera, jeśli również jest. Wszyscy wpisani do protokołu członkowie drużyny są uprawnieni do gry, nawet jeśli przybędą na mecz dopiero po jego rozpoczęciu. Jeśli asystent trenera nie będzie wpisany przed meczem do protokołu, nie będzie mógł przejąć obowiązków trenera, w przypadku gdy on nie będzie mógł z jakiejś przyczyny ich czynić. Minimum 10 minut przed wyznaczoną godziną rozpoczęcia meczu obaj trenerzy muszą potwierdzić podpisem w protokole zgodność nazwisk swoich członków drużyny oraz nazwisk trenerów, a także wskazać pierwszą piątkę graczy, którzy rozpoczną mecz (wpierw robi to trener drużyny A, następnie - B). 

## Przejmowanie obowiązków trenera
Jeśli nie ma trenera lub trener nie może wykonywać swoich obowiązków i nie ma asystenta trenera wpisanego do protokołu (lub asystent trenera również nie może wykonywać tych obowiązków), kapitan przejmuje funkcję trenera. Jeśli kapitan musi opuścić boisko, może nadal pełnić funkcję trenera. Jeśli musi opuścić boisko z powodu dyskwalifikacji lub nie może pełnić funkcji trenera z powodu kontuzji, jego zastępca w funkcji kapitana zastępuje go również jako trenera.

## Rzuty wolne
Trener wyznacza zawodnika wykonującego rzuty wolne swojej drużyny we wszystkich przypadkach nieokreślonych w przepisach gry w koszykówkę FIBA.